# Szot (taniec)
Szot – polski taniec ludowy z regionu Warmii i Mazur, metrum 2/4, szybkie tempo. Taniec wirowy. Wykonywany z przyśpiewką. W Zalewie w powiecie Iławskim gminne Centrum Kultury zrealizowano nagrodzony projekt „Taniec „Szot” kultywowaniem tradycji Warmii i Mazur”.

## Historia
Szotami nazywano popularnie Szkotów w Rzeczypospolitej Obojga Narodów. Od ich nazwy nazywano tak również ludowy taniec polski z regionu Warmii i Mazur wywodzący się od walca szkockiego.